# 지나 갤리고
지나 갤리고(Gina Gallego, 1955년 10월 30일 ~ )는 미국의 배우, 텔레비전 배우, 영화배우이다.
로스앤젤레스에서 태어났다.

## 영화
- 올 인 올 (2011년)